# Lojze Brenčič
Lojze Brenčič, slovenski zdravnik stomatolog, * 23. julij 1894, Celje, † 12. avgust 1981, Ljubljana. 

## Življenje in delo
Rodil se je očetu Alojzu in materi Minki (rojena Praunseis). Medicino je študiral v Gradcu in Pragi, kjer je 1921 tudi doktoriral. Iz stomatologije se je v letih 1921−1923 specializiral na Dunaju. Pred 2. svetovno vojno je imel v Ljubljani zasebno ambulanto. V letih 1951−1965 pa je bil predavatelj na Medicinski fakulteti v Ljubljani in predstojnik Katedre za ustne bolezni in parodontologijo. Napisal je učbenik in več strokovnih sestavkov, poročil in recenzij. Pomemben je njegov prispevek o vplivu prikritega vnetja možganov na razvoj paradentoze. Bil je tudi urednik Zobozdravstvenega vestnika (1945–1951).